# カラミアン諸島

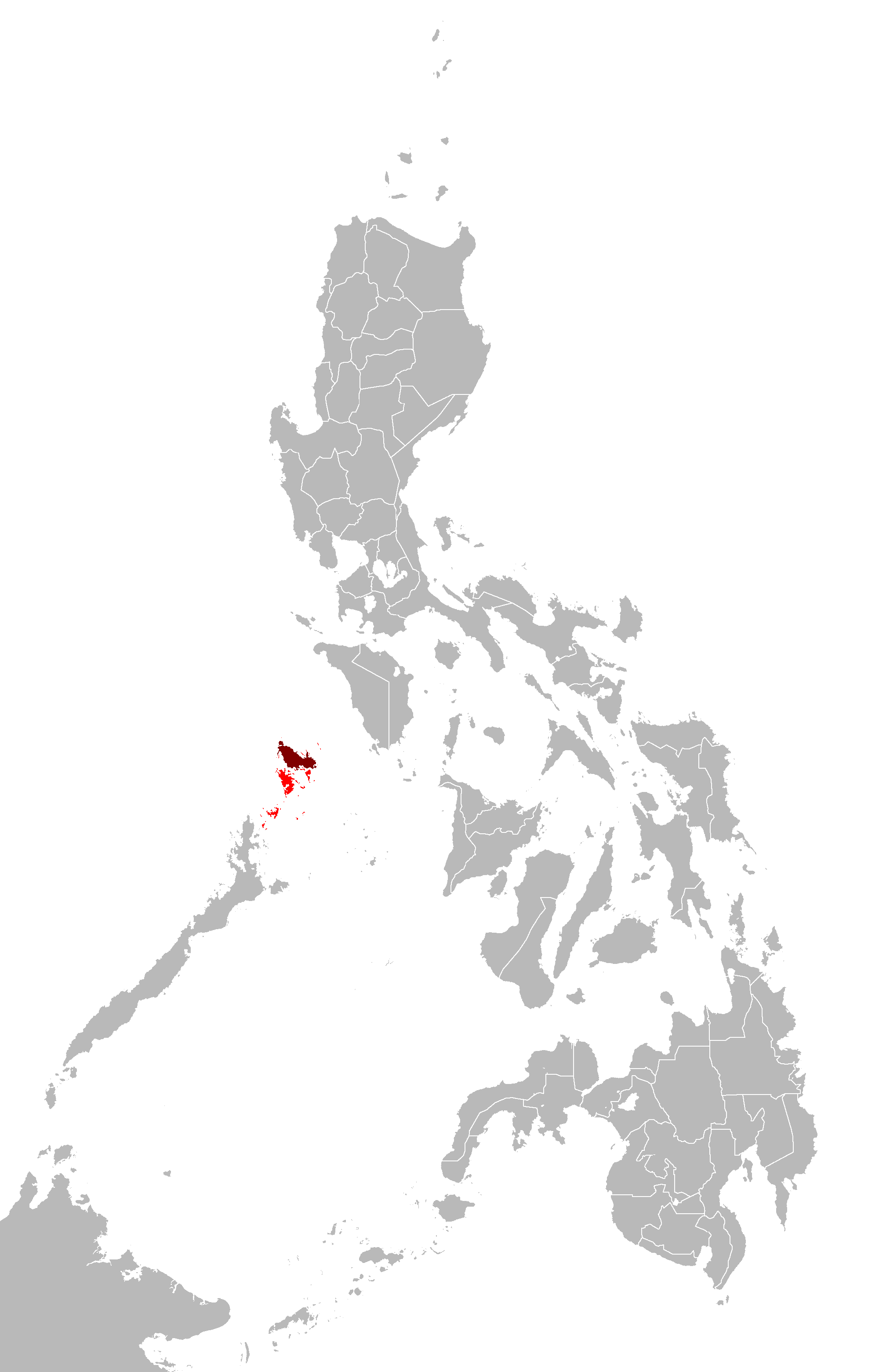
赤がカラミアン諸島、濃い赤がブスアンガ島。

カラミアン諸島(Calamian Islands)は、フィリピン・パラワン島北方に位置しパラワン州に属する島々の総称である。主な島は以下の通り。
- ブスアンガ島(Busuanga Island) - カラミアン諸島の中心地、コロン・タウンが南部に、空港が島中央部の丘陵にあり、マニラから1日数便が45分程度で運航している。
- コロン島(Coron Island) - 7つの湖と切り立った石灰岩の崖からなり、美しい白い砂浜とサンゴ礁に囲まれた、コロンタウンの南に面した島。地域の先住民族といわれるタグバンワ族の聖地に指定されており、バラクーダ・レイクとカヤンガン・レイク以外は基本的に立ち入り禁止。
- クリオン島(Culion Island) - 古くから教会と病院が開かれ、今では観光スポットなっている病院は、ハンセン病患者の闘病の歴史をかいま見ることができる。

その他多数の小島がある。
座標: 北緯11度54分 東経120度14分 / 北緯11.900度 東経120.233度